# 鲍里索夫竞技场
鲍里索夫竞技场是一座位于白俄罗斯鲍里索夫的专业足球场，现为鲍里索夫BATE足球俱乐部和白俄羅斯國家足球隊的主场。球场可以容纳13,126名观众。
鲍里索夫竞技场举办的第一场正式比赛是2014年5月3日的2013年至2014年白俄罗斯杯决赛，对阵双方是格羅德諾足球俱樂部和索利戈爾斯克礦工足球俱樂部。索利戈爾斯克1比0战胜对手夺冠，乌克兰中场阿尔乔姆·斯塔尔戈罗德斯基打入全场唯一进球，这也是鲍里索夫竞技场的第一个正式比赛入球。这场比赛球场几乎坐满，有超过11,000名观众到场观赛。
白俄羅斯國家足球隊在鲍里索夫竞技场进行第一场比赛是在2014年9月4日6比1大胜塔吉克國家足球隊的友谊赛。白俄羅斯國家足球隊在这里踢的第一场大赛是2014年10月9日2016年歐洲國家盃外圍賽C組0比2输给烏克蘭國家足球隊的比赛，有10,512名观众到场。